# マスカスタマイゼーション
マスカスタマイゼーション（英語: mass customization）とは、マーケティング、製造業、コールセンター、経営戦略論における用語で、コンピュータを利用した柔軟な製造システムで特注品を製造することを指す。低コストの大量生産プロセスと柔軟なパーソナライゼーションを組み合わせたシステムである。
マスカスタマイゼーションは、製造業とサービス業における新たなビジネス競争の舞台である。コストを増大させずに多様なカスタマイズを可能にしている。最低でも、個別にカスタマイズされた製品やサービスを大量生産するが、うまくいけば戦略的優位と経済的価値をもたらす。
マスカスタマイゼーションの概念はスタン・デービス (Stan Davis) の Future Perfect に初めて登場し、Tseng and Jiao (2001, p.685)にて「大量生産に近い生産性を保ちつつ、個々の顧客のニーズに合う商品やサービスを生み出すこと」と定義された。Andreas Kaplan と Michael Haenlein はこれについて「企業と顧客の何らかのやり取りから、製造または組み立て工程でカスタマイズされた製品を大量生産品と同程度のコストと価格で製造し、価値を生み出す戦略」と結論付けた。
ソフトウェア分野では共通の基本機能を全員へ提供しつつ、顧客ひとりひとりに合わせたサービス内容（例: UI、サジェスト）の変更がおこなわれる。これはパーソナライゼーションと呼ばれる。

## 実装
マスカスタマイゼーションの実例は多数ある。例えば、ソフトウェアベースのプロダクトコンフィギュレータというものがあり、中核製品に機能を追加したり変更したり、一から構築したりといったことができる。ただし、このようなマスカスタマイゼーションを採用している例は限られる。企業のマーケティング部門が個別製品を提供する場合、必ずしも個々の商品を個別に組み立てたとは限らず、様々なバリエーションを大量生産して用意している場合もある。
マスカスタマイゼーションをビジネスモデルとして採用して成功した企業は、エレクトロニクス企業が多い。しかし、それら企業が行っているのは本来の意味のマスカスタマイゼーションではなく、大量生産が背景にある。
サービス業でもマスカスタマイゼーションの威力に気づき始めている。コールセンターでは、顧客の問い合わせを処理するために事前にプログラムされ事前に録音されたコールフローを構築するため、エージェントベースの音声技術を採用している。エージェントは毎回全てを変えるのではなく、顧客の言ったことやニーズに合わせて、必要に応じて応答プロセスに変更を加える。

## 派生
Joseph Pine II (1992) ではマスカスタマイゼーションを4種類に分類している。
協調的 (Collaborative) カスタマイゼーション
顧客個人と話し合い、顧客のニーズを最もよく満たす商品を決定する。その結果を使って製品を製造する。例えば、いくつかの衣料品製造業者は個々の顧客のニーズに合うジーンズを製造している。
適応的 (Adaptive) カスタマイゼーション
標準的製品を製造するが、エンドユーザーが自分の手でそれをカスタマイズできる。
透過的 (Transparent) カスタマイゼーション
それぞれの顧客に世界に1つだけの商品を提供するが、顧客にはそれがカスタマイズされていることを明らかにしない。この場合、顧客ニーズを正確に把握する手段が必要である。
表面的 (Cosmetic) カスタマイゼーション
物理的には標準の製品を製造し、顧客毎に異なった販売方法をとる。
彼は "the 8.5-figure-path" というビジネスモデルを提案している。これは、発明⇒大量生産⇒継続的改良⇒マスカスタマイゼーション⇒再び発明、というサイクルである。